# 742
742 (DCCXLII) var ett normalår som började en måndag i den julianska kalendern.

## Händelser

### Okänt datum
- Bonifatius reformerar den frankiska kyrkan.

## Födda
- 2 april – Karl den store, frankisk kung av Neustrien, Akvitanien och norra Austrasien 768–771 och av Frankerriket 771–814 samt romersk kejsare 800–814.

## Avlidna
- Áed Balb mac Indrechtaig, kung av Connacht.
- Conaing mac Amalgado, kung av Brega.
- Cathal mac Finguine, kung av Munster eller Cashel, högkung av Irland.
- Hyoseong, kung av Silla.
- Itzamnaaj B'alam II, kung av Yaxchilán.